# Furacão Mazatlán
O Furacão Mazatlán foi um poderoso ciclone tropical que atingiu a costa do Pacífico do México, em outubro de 1943. Observado pela primeira vez na costa de Sinaloa, o furacão fez um landfall ao sul de Mazatlán no dia 9 de outubro com uma pressão de 959 bar e um vento máximo sustentado de pelo menos 136 mph (220 km/h). O furacão destruiu duas pequenas cidades e meia de Mazatlán, matando cerca de 100 pessoas, ferindo 102 e deixando mais de mil desabrigados. O dano total estimado foi de US$4,5 milhões.